# Szociális jóllét
A szociális jóllét többdimenziós modelljét Corey Keyes alkotta meg. Keyes (1998) meghatározásában a jóllét elsődlegesen társas jelenség, ami akkor nyilvánul meg, amikor az egyén különböző szociális jellegű feladatokkal találkozik. E modell azt az egyént tekinti pozitívan működőnek, aki jól boldogul és jól érzi magát a szociális világban. Az ilyen személy úgy érzi, hogy vannak közös dolgai, ügyei azokkal a személyekkel, akik a szociális valóságát alkotják, pozitív érzelmekkel viszonyul azokhoz a közösségekhez, amelyekhez tartozik (a többi embertől nem támadásra, hanem támogatásra számít), úgy érzi, ő maga is aktív és értékes formálója ezeknek a közösségeknek, vagyis tud valami értékeset nyújtani mások számára. Úgy látja, hogy ami tágabb környezetében zajlik, az értelmezhető, kezelhető és értelmes.